# Ekdizon 20-monooksigenaza
Ekdizon 20-monooksigenaza (EC 1.14.99.22, alfa-ekdizonska C-20 hidroksilaza, ekdizonska 20-hidroksilaza) je enzim sa sistematskim imenom ekdizon,vodonik-donor:kiseonik oksidoreduktaza (20-hidroksilacija). Ovaj enzim katalizuje sledeću hemijsku reakciju
ekdizon + 2 + O2 {\displaystyle \rightleftharpoons } 20-hidroksiekdizon + A + H2O
Enzim iz telesne masti insekata je hem-tiolatni protein (P-450). NADPH može da deluje kao donor vodonika.

## Literatura
- Nicholas C. Price; Lewis Stevens (1999). Fundamentals of Enzymology: The Cell and Molecular Biology of Catalytic Proteins (Third изд.). USA: Oxford University Press. ISBN 019850229X.
- Eric J. Toone (2006). Advances in Enzymology and Related Areas of Molecular Biology, Protein Evolution (Volume 75 изд.). Wiley-Interscience. ISBN 0471205036.
- Branden C; Tooze J. Introduction to Protein Structure. New York, NY: Garland Publishing. ISBN 0-8153-2305-0.
- Irwin H. Segel. Enzyme Kinetics: Behavior and Analysis of Rapid Equilibrium and Steady-State Enzyme Systems (Book 44 изд.). Wiley Classics Library. ISBN 0471303097.
- William P. Jencks (1987). Catalysis in Chemistry and Enzymology. Dover Publications. ISBN 0486654605.

## Spoljašnje veze
- Ecdysone+20-monooxygenase на 